# イノセント
『イノセント』（イタリア語: L'innocente / フランス語: L'Innocent，「罪なき者」の意味）は、1976年公開のイタリア・フランス合作映画である。監督はルキノ・ヴィスコンティ。カラー、スコープサイズ（テクノビジョン、2.35：1）、129分。
ガブリエーレ・ダヌンツィオの長編小説『罪なき者』（L'innocente ）が原作で、映画の冒頭でめくられている書物は刊行当時の同書。『ルートヴィヒ』撮影中に心臓発作で倒れたヴィスコンティが、その後残った左半身マヒのまま車椅子に乗りながら演出を手掛け、ダビングの完成を待たずに死去したため、彼の遺作となった。
近年、同作のオリジナルネガは保存状態が悪く経年劣化が見られたが、『山猫』同様ジュゼッペ・ロトゥンノの監修により復元が行われ、2002年に作業が完了した。
日本ではヴィスコンティ没後の1979年に公開されたが、男性性器などに修正が加えられていた。2006年にヴィスコンティの生誕百年祭特集として上記の修復版が『イノセント【完全復元&無修正版】』として公開された。

## 相違
この映画は、ヴィスコンティやスーゾ・チェキ・ダミーコの意図によって施された原作との相違が見られる。
不倫相手
トゥリオの不倫相手テレーザ、及びジュリアーナの不倫相手フィリッポは、映画と比べると小説ではほとんど出番がない。特にテレーザは、小説では物語の冒頭で別れたことになっている。また、映画ではトゥリオがフィリッポの裸体を見てねたむ場面があるが、小説では彼の肉体は貧弱なものとして描かれている。
子供
ジュリアーナは自分が産んだ赤子に、小説では深い愛を注いでいるが、映画ではわざと邪険に扱っている。
結末
小説はトゥリオが子供を殺し、その葬式の描写で物語が終わる。しかし、映画では彼がジュリアーナとテレーザの両方から見捨てられ、ピストル自殺を遂げるという最期になっている。

## スタッフ
- 監督：ルキノ・ヴィスコンティ
- 製作：ジョヴァンニ・ベルトルッチ
- 脚本：スーゾ・チェッキ・ダミーコ、エンリコ・メディオーリ（イタリア語版）、ルキノ・ヴィスコンティ
- 音楽：フランコ・マンニーノ（イタリア語版）
- 撮影：パスクァリーノ・デ・サンティス
- 編集：ルッジェーロ・マストロヤンニ（イタリア語版）
- 配給：チネリッツ

## キャスト
- トゥリオ・エルミル：ジャンカルロ・ジャンニーニ（吹き替え:角野卓造）
- ジュリアーナ：ラウラ・アントネッリ（吹き替え:平淑恵）
- テレーザ・ラッフォ：ジェニファー・オニール（吹き替え:三浦真弓）
- ステファノ・エガーノ伯爵：マッシモ・ジロッティ（吹き替え:小瀬格）
- フェデリコ・エルミル：ディディエ・オードパン（フランス語版）
- 侯爵夫人：マリー・デュボワ（フランス語版）
- フィリッポ・ダルボリオ：マルク・ポレル（フランス語版）（吹き替え:原康義）
- トゥリオの母：リナ・モレリ（イタリア語版）（吹き替え:荒木道子）
  - その他の声の吹き替え - 斎藤志郎、早坂直家、木村武雄、柿崎守彦
  - 日本語版制作スタッフ - 吹替演出：水本完、吹替翻訳：宇津木道子、吹替制作：ザック・プロモーション
- 吹き替え初回放映 - 1984/01/03(水)　フジテレビ

## 関連書籍
- L'Innocente　ガブリエーレ・ダヌンツィオ、Dedalus(英訳版)、1991年
- ガブリエーレ・ダヌンツィオ 『罪なき者』　
脇功訳、ヘラルド出版、1979年／ヘラルド映画文庫、1982年
- 改訳版 『罪なき者　薔薇小説〈2〉』 脇功訳、松籟社、2008年。ISBN 4879842648